# Radio Nacional de Guinea Ecuatorial
Radio Nacional de Guinea Ecuatorial (RNGE) es el organismo de radiodifusión nacional del país del oeste africano de Guinea Ecuatorial emite en español y lenguas locales. Radio Nacional de Guinea Ecuatorial tiene su sede en la ciudad capital, Malabo en la isla de Bioko, en el norte y parte insular del país. Es un organismo manejado por el estado ecuatoguineano, que junto con Televisión Guinea Ecuatorial (TVGE) forma parte del sistema de medios públicos de ese país.
Hasta 1968, pertenecía a Radio Nacional de España, siendo la Delegación de RNE en la antigua provincia española.